# Ng Kin Veng
Ng Kin Veng (chinesisch 吳徤榮 / 吴健荣, Pinyin Wú Jiànróng, * 12. September 1968 in Macau) ist ein macau-chinesischer Automobilrennfahrer.

## Karriere
Ng begann seine Motorsportkarriere im Tourenwagensport. 2002, 2006 und 2008 nahm er in einem Honda Integra an einzelnen Rennen der Asian Touring Car Championship teil. 2009 wechselte Ng in die Macau Touring Car Championship und startete zunächst in einem Honda Integra in der Super Production-Wertung. In seiner ersten Saison erreichte er den dritten Platz. Ab 2010 trat Ng in der AAMC Challenge der Meisterschaft an. Nachdem er in der Saison 2010 den 15. Platz belegt hatte, verbesserte er sich 2011 auf den siebten Rang. Er wechselte in diesem Jahr auf einen Honda Civic. 2012 pilotierte Ng einen Chevrolet Cruze in der Macau Touring Car Challenge und wurde Fünfter in der AAMC Challenge. Darüber hinaus debütierte Ng für China Dragon Racing in einem Chevrolet Cruze in der Tourenwagen-Weltmeisterschaft (WTCC). Er nahm an vier Rennen der Saison 2012 teil und blieb ohne Punkte. Auch 2013 nahm er an drei Rennen in der Tourenwagen-Weltmeisterschaft teil. Beim letzten Rennen in Macau verpasste er die Punkte um einen Platz, wodurch er wiederum ohne Punkte blieb.

## Persönliches
Ng ist verheiratet und hat zwei Kinder.

## Karrierestationen
| - 2002: Asian Touring Car Championship - 2006: Asian Touring Car Championship - 2008: Asian Touring Car Championship | - 2009: Macau Touring Car Championship, Super Production (Platz 3) - 2010: Macau Touring Car Championship, AAMC (Platz 15) - 2011: Macau Touring Car Championship, AAMC (Platz 7) | - 2012: Macau Touring Car Championship, AAMC (Platz 5) - 2012: WTCC - 2013: WTCC |